# Tuđman: Nepoznata priča
Tuđman: Nepoznata priča je hrvatski igrano−dokumentarni film redatelja Jakova Sedlara iz 2022. godine. Film je sniman na engleskom jeziku i glavna radnja je o prvom predsjedniku RH Franji Tuđmanu. Glavnu ulogu u ovom filmu glumi američki glumac Kevin Spacey. Premijera film bila je 14. svibnja 2022. u Zagrebu, na stogodišnjicu rođenja Franje Tuđmana.